# Oxymerus punctatus
Oxymerus punctatus är en skalbaggsart som beskrevs av Pierre Émile Gounelle 1911. Oxymerus punctatus ingår i släktet Oxymerus och familjen långhorningar. Inga underarter finns listade i Catalogue of Life.